# 2010 في إسرائيل
فيما يلي قوائم الأحداث التي وقعت خلال عام 2010 في إسرائيل.

## سياسة

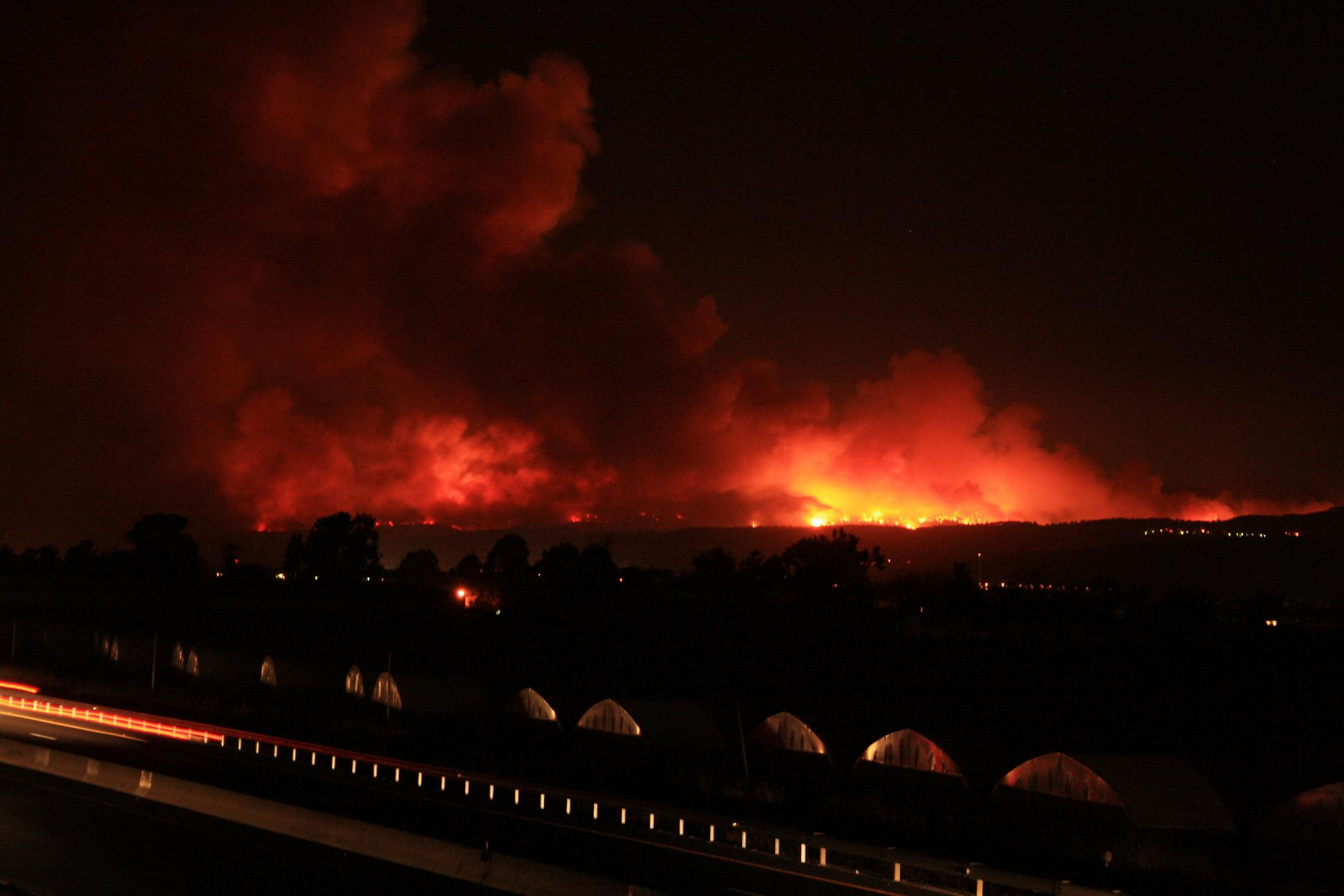
حريق الكرمل - أعظم كارثة حريق في تاريخ "دولة" إسرائيل

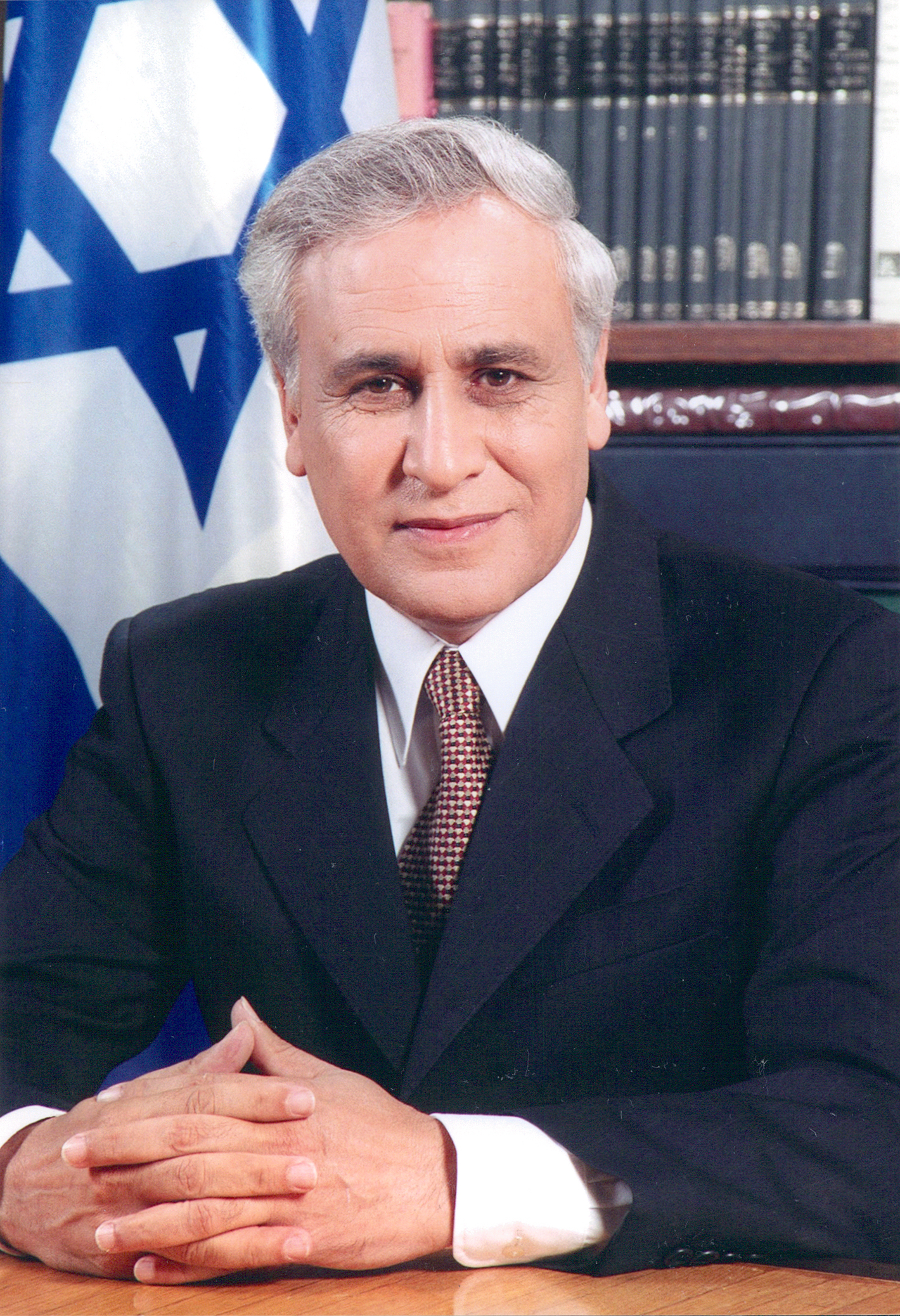
الرئيس السابق لإسرائيل، موشيه كتساف، أدين بتهمتين من الاغتصاب

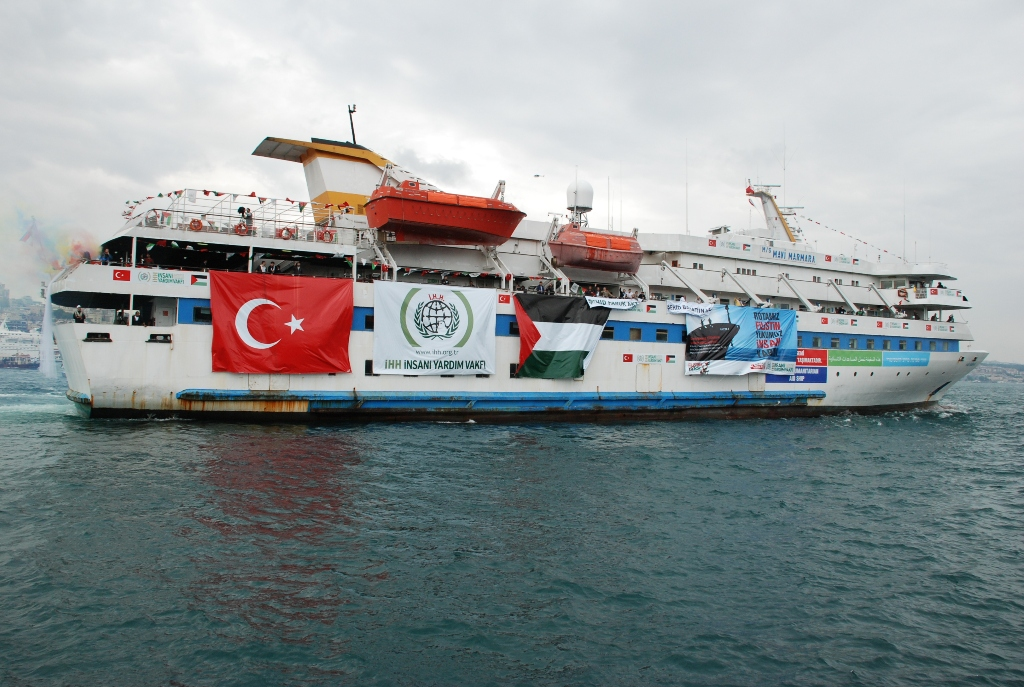
أسطول الحرية

### تعيين في المنصب
- 13 أبريل – غالب مجادلة عضو الكنيست [الإنجليزية]‏.

### انتهاء فترة المنصب
- 10 يناير – أوفير بينس باز عضو الكنيست [الإنجليزية]‏.
- 13 أبريل – يولي تمير عضو الكنيست [الإنجليزية]‏.
- 9 نوفمبر – تساحي هنغبي عضو الكنيست [الإنجليزية]‏.

## أفلام
من الأفلام التي صدرت هذه السنة في إسرائيل:
- 1 يناير – عجمي من إخراج إسكندر قبطي، يارون شاني.
- 1 يناير – عينان مفتوحتان من إخراج Haim Tabakman  [لغات أخرى]‏.
- 1 يناير – لبنان من إخراج صاموئيل معاذ.

## وفيات

### يناير
- 12 يناير – حسيب الصباغ (مواليد 1920)

### فبراير
- 23 فبراير – مجيد مرهون (مواليد 1945) موسيقي بحريني.

### أبريل
- 20 أبريل – أحمد سعد (مواليد 1945) سياسي إسرائيلي.

### مايو
- 14 مايو – ديفيد ميمون (مواليد 1929)

### يوليو
- 3 يوليو – محمد داود عودة (مواليد 1937)

### أغسطس
- 25 أغسطس – سمير الشهابي (مواليد 1925) دبلوماسي سعودي.

### سبتمبر
- 8 سبتمبر – يسرائيل طال (مواليد 1924) عسكري إسرائيلي.